# Aelia Capitolina

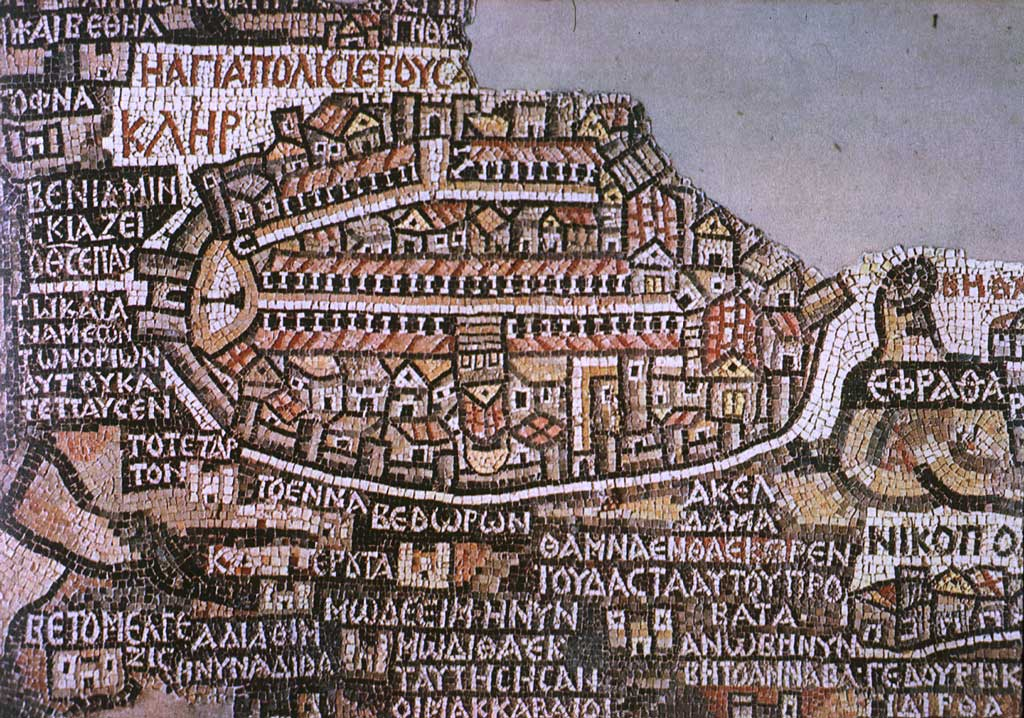
Gammal karta över Aelia Capitolina, nuvarande Jerusalem.

Aelia Capitolina var det namn som den romerska kejsaren Hadrianus gav Jerusalem i samband med det andra judiska upproret som leddes av Simon bar Kokhba år 135 e.Kr. Jerusalem blev en romersk koloni från vilken judar (och judiska kristna) exkluderades.

## Namn
Aelia kom ifrån namnet på Hadrianus ätt, Aelius, medan Capitolina innebar att staden tillägnades Jupiter Capitolinus, som ansågs vara den högsta guden i den kapitolinska triaden, till vilken ett tempel byggdes på platsen för det forna judiska templet på Tempelberget.